# Escola Superior de Tecnologia e Gestão de Oliveira do Hospital

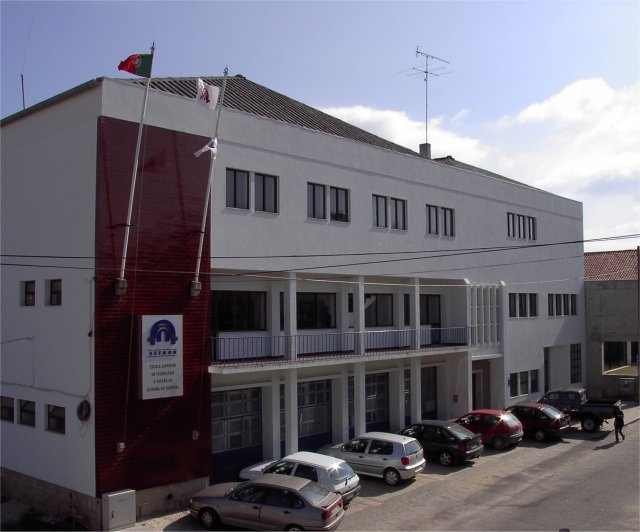
Edifício principal da ESTGOH.

A Escola Superior de Tecnologia e Gestão de Oliveira do Hospital (ESTGOH) é uma escola de ensino superior, sendo uma unidade orgânica do Instituto Politécnico de Coimbra. Leciona cursos de ensino superior em diversos níveis de formação (Mestrados, Licenciaturas e Cursos de Especialização Tecnológica) formatados segundo o Processo de Bolonha na áreas de Engenharia e Gestão, sendo certificada pela norma ISO 9000/2001.
Embora sendo uma unidade orgância do Instituto Politécnico de Coimbra, a escola foi implantada fisicamente num outro concelho do distrito de Coimbra: Oliveira do Hospital, zona da Beira Serra do país com o intuito de descentralizar o ensino superior politécnico em Portugal e tornar-se numa força dinamizadora de desenvolvimento regional.

## Ensino
A escola ministra os seguintes cursos:

### Mestrados
Cursos com duração de 2 anos. 
Área de Engenharia:
- MCE - Mestrado em Comércio Electrónico (desde 2009)
- MIA - Mestrado em Informática Aplicada (desde 2010)

Área de Gestão:
- MMC - Mestrado em Marketing e Comunicação (desde 2009)

### Licenciaturas
Cursos com duração de 3 anos. Inicialmente apresentavam uma estrutura bietática (bacharelato + licenciatura), posteriormente reformulados para se adequarem ao processo de Bolonha.
Área de Ciências e Tecnologia:
- LEC - Licenciatura em Engenharia Civil (desde 2001) (anterior Licenciatura em Engenharia do Território e do Ambiente, após reformulação segundo Bolonha)
- LEI - Licenciatura em Engenharia Informática (desde 2002) (anterior Licenciatura em Engenharia de Computadores e Sistemas Informáticos, após reformulação segundo Bolonha)
- LGIQAS - Licenciatura em Gestão Integrada em Qualidade, Ambiente e Segurança (desde 2009)

Área de Gestão:
- LAF - Licenciatura em Administração e Finanças (desde 2001)
- LAM - Licenciatura em Marketing e Administração (desde 2004)

### Cursos de Especialização Tecnológica
- CET-GSRI - Curso de Especialização Tecnológica em Gestão de Redes e de Sistemas Informáticos (desde 2010)
- CET-TPSI - Curso de Especialização Tecnológica em Tecnologias e Programação de Sistemas de Informação (desde 2010)
- CET-CO   - Curso de Especialização Tecnológica em Condução de Obra (desde 2006);
- CET-QA   - Curso de Especialização Tecnológica em Qualidade Ambiental (desde 2006).

### Cursos de Formação Livre
Periodicamente são disponibilizados cursos de formação livre, para uma rápida formação e reciclagem dos formandos.

## Missão e Política de Qualidade

### Missão
A ESTGOH, Escola Superior de Tecnologia e Gestão de Oliveira do Hospital, iniciou as suas actividades escolares a 5 de Novembro de 2001, após a sua criação pelo Dec. Lei nº 264/99, de 14 de Julho. Integrada no Instituto Politécnico de Coimbra, IPC, tem por missão a formação de profissionais com conhecimentos de nível superior, leccionados em cursos de Especialização Tecnológica, Licenciaturas e Mestrados.
Situada no planalto Beirão, na região interior do país, a ESTGOH pretende:
- Possibilitar o acesso aos seus cursos a todos aqueles que demonstrem capacidade, interesse e preparação de base para os cursos leccionados, independentemente da sua idade;
- Fixar saber/conhecimento e desenvolver o espírito empresarial, contrariando a forte tendência à desertificação;
- Criar e/ou reforçar políticas de igualdade de oportunidades;
- Aproximar a ESTGOH à sociedade civil, possibilitando a integração adequada dos jovens na vida activa, promovendo a inserção sócio - profissional e combatendo o desemprego e a exclusão.

A ESTGOH visa assim reduzir as assimetrias da região, melhorar a qualificação de base e profissional da população activa, promovendo as formações, de nível intermédio e superior, adaptadas às necessidades da sociedade contemporânea e competitiva.

### Política da Qualidade
A uniformização de procedimentos, com critérios e formas de trabalho claras e compreensíveis, bem como a satisfação dos clientes, sejam eles utilizadores internos ou externos, alunos ou formados, empregadores ou tutelares, será a política de bem servir de acordo com a Política da Qualidade, baseada na:
- Melhoria contínua dos processos e serviços prestados, resultante de uma avaliação crítica e sistemática do que é feito;
- Formação de todos os intervenientes na prestação de serviços, de forma a motivar um maior envolvimento, progresso e satisfação por fazer cada vez melhor;
- Procura do reconhecimento e credibilização da instituição, de forma a fomentar a cooperação nacional e internacional; Capacidade de cumprir a missão que compete à instituição, ensinando, orientando e servindo bem;
- Promoção da investigação e desenvolvimento com vista a melhorar a qualificação do corpo docente;
- Execução dos requisitos (legais, regulamentares e normativos) e melhoria contínua da eficácia do Sistema de Gestão da Qualidade.

### Protocolos e Academias
A ESTGOH possui diversos protocolos e academias com instituição nacionais e multinacionais:
- Microsoft, MSDN AA - Academic Alliance
- Microsoft, MS ITA - Microsoft IT Academy
- Oracle, OAI - Oracle Academy Initiative: Advanced Computer Science
- Sun, Sun Academic Initiative
- Sybase, Business Solutions Alliance Program
- Cisco, Cisco Academy
- Primavera Software, Primavera Education